# Gobernación de Yaroslavl
La gobernación de Yaroslavl (en ruso: Ярославская губерния) fue una división administrativa del Imperio ruso y después de la R.S.F.S. de Rusia, ubicada en la Rusia europea sobre el curso superior del Volga, y con capital en la ciudad de Yaroslavl. Creada en 1796, la gobernación existió hasta 1929.

## Geografía
La gobernación de Yaroslavl limitaba con las de Vólogda, Kostromá, Vladímir, Tver y Nóvgorod.
El territorio del gobierno de Yaroslavl corresponde principalmente al actual óblast de Yaroslavl.

## Historia
La gobernación fue creada en 1796 a partir del virreinato (naméstnichestvo) de Yaroslavl. En enero de 1929 la gobernación fue suprimida y su territorio formó parte de la óblast industrial de Ivánovo.

## Subdivisions administrativas
A principios del siglo XX la gobernación de Yaroslavl estaba dividida en diez uyézds: Danílov, Liubim, Mologa, Myshkin, Poshejone, Románov-Borisoglebsk, Rostov, Rýbinsk, Úglich y Yaroslavl.

## Población
En 1897, la población del gobierno era de 1 071 355 habitantes, de los cuales 99,4 % eran rusos.